# Atheta annexa
Atheta annexa es una especie de escarabajo del género Atheta, familia Staphylinidae. Fue descrita científicamente por Casey en 1910.
Habita en Mauricio, Canadá y los Estados Unidos.